# Гарденін Семен Іванович
Семен Іванович Гарденін (справжнє прізвище Коваленко; 02(14) лютого 1867, Чернігів — 1929, Москва) — оперний і камерний співак (лірико-драматичний тенор), педагог.

## Життєпис
Співу навчався у Д. Корсі у С.-Петербурзі. Продовжив вокальну освіту в Московському музично-драматичному училищі (1891–92; кл. С. Біжеїча та О. Ніколаєва).
Дебютував 1892 в учнівській виставі на сцені Большого театру в Москві.
- 1892—1893 — соліст Тифліської опери,
- 1893— 1894 — Київської опери,
- 1894—1896 — Одеської опери,
- 1896—1897 — Казансько-Саратовського оперного товариства,
- 1897—1926 — Большого театру в Москві.

Володів голосом м'якого тембру.
Серед учнів — О. Дашковський, І. Стрельцов, О. Остроумов та ін.